# 長崎自動車

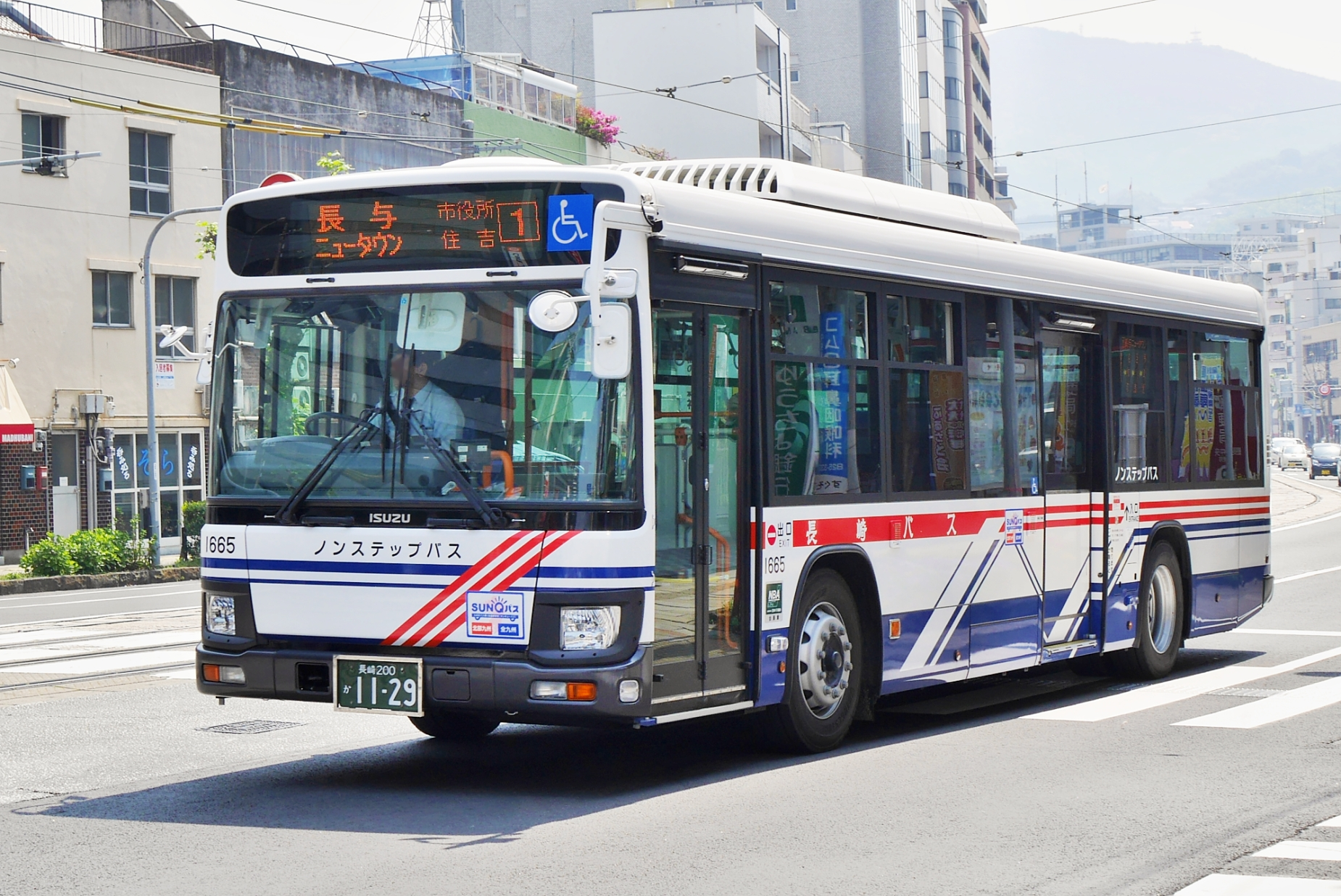
路線バス車両（ノンステップバス）

長崎自動車株式会社（ながさきじどうしゃ、英: Nagasaki Motor Bus Co.,Ltd.）は長崎県長崎市に本社を置く日本のバス事業者である。本社所在地は長崎市新地町3番17号（長崎新地ターミナル内）。通称は長崎バス（ながさきバス）、または長バス。長崎市を中心に路線バスを運行する。
長崎県西海市は一部を除き子会社のさいかい交通が、貸切バスは子会社の長崎バス観光が運行している。

## 沿革

### 草創期 - 戦時中
長崎自動車は、長崎市内で競合していた小規模なバス事業者を統合して誕生したバス事業者である。大正末期から昭和初期にかけて多数の個人事業者が弱小資本で路線バス事業者を乱立する傾向が全国で見られ、1933年（昭和8年）時点で全国のバス事業者数4,311社、1業者あたりの平均営業キロ数30.1キロ、平均保有台数5台という状況であった。
1936年（昭和11年）、雲仙地区で雲仙小浜自動車を運営していた鹿児島出身の豪商・上野喜左衛門は、長崎市で乱立されていたバス事業に目を付け、長崎市内で競合していた崎陽（きよう）自動車商会、金子自動車商会を買収・合併して茂木乗合自動車を設立した。その後、上野のバス会社は長崎自動車と名を変え、乱立された長崎県西部 - 南部の小規模事業者6社を1940年（昭和15年）から1944年（昭和19年）の間に買収・統合して規模を拡大した。第二次世界大戦末期までに主な事業者の統合が終わり、終戦の頃には長崎市から長崎半島と西彼杵半島に渡る路線権を持つ、規模の大きな事業者となっていた。
1944年（昭和19年）に政府鉄道省から「バス事業の統合による総力の集結を求める通達」が出され、長崎県内では他にもバス事業者の統合が行われているが、長崎自動車は政府の通達よりも前に買収・合併を済ませていた。
しかし、路線を拡大した頃に戦争が激化し、タイヤなどの資材やバスを運行するための人員を軍に取られたため、1944年（昭和19年）に一部路線の運休申請が行われた。

### 戦後復興期 - 1970年代
長崎市は原子爆弾の投下により多大なる被害を受けたが、数台の車両がほぼ無事であった。原爆投下直後からしばらく、難を逃れた車両は食糧輸送や救援のために被爆直後の長崎市内を走り回った。
その後、老朽車両の使えそうな部品を寄せ集めて組み直して代燃車を6台整備し、1945年（昭和20年）10月より運行を再開した。さらに1947年（昭和22年）末までにはシボレー、フォード、トヨタ、日産の代燃車18台を確保して運行が行われ、運行状態は平常近くまで復旧した。その後、国産バスの生産体制が軌道に乗ったことから1948年（昭和23年）8月にガソリン車やディーゼル車などを購入、1952年（昭和27年）には国の燃料統制が廃止されて燃料不足の問題も解消した。新型車への切り替えにより、代燃車は1952年（昭和27年）末までに全廃された。また、1944年（昭和19年）に運休を申請していた路線の一部は悪路や資材不足のため代燃車が運行できず引き続き運休していたが、1954年（昭和29年）までに全ての路線で運行を再開した。
戦後復興期の頃は、茂木線を茂木営業所、時津線を時津営業所、その他の市内線や西彼杵半島、長崎半島の路線を大波止営業所の管轄としていた。しかし事業拡大に伴い路線数が増大し、大波止営業所の運行管理が煩雑化したため、市内や郊外の各地に設置した営業所への機能分散を行うこととした。1956年（昭和31年）に飽の浦営業所、戸町営業所、瀬戸営業所、1957年（昭和32年）に田上営業所、崎戸営業所と、2年で5営業所が開設された。
1950年代後半（昭和30年代）からは、車両に対して先端技術の積極的な導入を行うようになった。1957年（昭和32年）9月には全国2例目となる自動扉を取り付けた車両を導入した。自動扉付きの新型車両では扉位置が変更され、従来は前乗り前降りとなっていたものを中乗り中降り方式に変更した。1959年（昭和34年）6月29日には九州初となる完全冷房バスを導入し、1982年（昭和57年）7月には全国で最も早く全車冷房化を完了している。長崎バスが冷房化率100%を達成した時点で全国のバス事業者の冷房化率は30%未満であったとされる。

### 1980年代 - 1990年代
1987年には、本社ターミナルの老朽化した発車案内設備を交換する際、全自動化されたシステムへの交換が行われた。新しいシステムは沖電気工業と長崎バスが共同開発したもので、行き先や発車時刻、発車合図や遅延案内が全て自動化された。完全に自動化されたシステムの導入事例は長崎新地ターミナルの設備が全国初の事例となる。
運賃箱は1990年より全国に先駆けて自動精算式の運賃箱を採用している。バーコード式整理券、硬貨、共通回数券を感知し、機械によって自動で清算を行うシステムである。この新型運賃箱は順次各営業所で採用され。翌1991年1月末までに全車で取り付けが完了した。
この際に導入された運賃箱は磁気式バスカードにも対応しており、整理券にバーコードが印刷され、運賃精算の際にはバーコードで運賃を読み取り、読み取られた運賃をバスカードから差し引く方式であった。バスカードは1,000円券（利用額1,100円）、2,000円券（同2,200円）、3,000円券（同3,300円）、5,000円券（同5,500円）の4種類が存在した。

1990年のバスカード導入にあたっては、運輸省から「昭和63年度バス交通活性化補助」が交付されていた。バスカード導入で補助対象になったのは日本で初めてである。なおこの年度には、神奈川中央交通の「神奈中バスカード」システム導入も補助対象となり、1988年にバスカードを導入している。

### 2000年代 - 2010年代
2002年より長崎スマートカードの運賃精算システムを他の県内4社局と共に導入。これに伴い、旧システムで対応していた磁気式バスカードは使用できなくなった。長崎自動車ではこれを「日本初の共通ICバスカード」としている。
2001年よりLED式行先表示器の導入を開始。現在はさいかい交通の一部のバスを除く大型バス・中型バスの全車に搭載されている。
2000年代には、事業所の再編が2度実施された。2002年には常盤町営業所を廃止してバスターミナルを併設した桜の里営業所を新設、2006年9月1日には茂里町営業所、稲佐橋営業所を廃止し、柳営業所とダイヤランド営業所を新設した。茂里町営業所の跡地には、2008年にバスターミナル併設型の大型商業施設「みらい長崎ココウォーク」をオープンさせた。
2011年からは液晶式の運賃表表示器を導入。液晶運賃表はモニターに運賃表を表示するもので、表示項目数の多寡に合わせて画面内に表示するマス目の数や大きさを変更することができる。整理券番号が12以下なら縦2マス横6マスだが、12を超すと縦3マス横8マス、24を超すと縦4マス横10マス、40を超すと縦5マス横12マスと数が増えていく。
2013年頃からはドライブレコーダーの設置も進められているほか、長崎スマートカードのシステム改良なども中期経営計画として発表された、2019年3月からは新型運賃箱も段階的に導入されている。
システム老朽化に伴う長崎スマートカードの運用終了を控え、2018年7月2日に株式会社エヌタスを設立、2019年より「エヌタスTカード」を導入して長崎スマートカードから移行した。

### 2020年代 - 現在
2020年には長崎自動車とさいかい交通で、交通系ICカード全国相互利用サービス対象のICカード利用が開始された。また同年には新地ターミナルの発車案内設備の交換を行い、ココウォークと同型のものになった。
2021年、長崎県交通局と競合していた路線を一元化する協議（長崎市域乗合バス事業共同経営計画）が行われた。
2022年、4月より滑石線を長崎自動車（長崎バス）、東長崎線を長崎県交通局（県営バス）に一元化して該当路線の運行本数を調整する共同経営体制が始まった。更に10月にもダイヤ改正を行い、バス路線の再編に伴い長崎バスが東長崎地区から撤退するため東長崎営業所は閉所され、施設はバス待合所へ転用されたのち、2023年より長崎県交通局の営業所として運用されている。また一部路線は長崎市コミュニティバスに転換した上で県営バスが運行を引き継ぐことになった。
2024年、4月1日にダイヤ改正で大規模な路線の削減が行われた。日常的に利用者が極めて少なかった長崎半島を走る岬木場線や式見桜の里線、無線中継所線、七工区線、ミニバス路線など16路線（区間）23.41キロを廃止し、他の路線でも最終便の繰り上げや減便が行われた。また、長崎市域乗合バス事業共同経営計画＜令和６年４月改訂版＞に基づき、本原線・立山（目覚町）線を県営バスへ、矢の平線・立神（昼間のみ）線を長崎バスへ一元化した。さらに、バス停名称の変更や行先表示の変更、経由番号の変更を行った。また10月にもダイヤ改正を行い、西海市地域公共交通の再編にかかる実施方針に基づき、亀浦線・宮浦線・下岳線の3路線（区間）11.5キロが廃止された。長崎スタジアムシティ開業に先立ち、銭座町と幸町の停留所名が変更された。

## 年譜
- 1936年（昭和11年）
  - 4月28日 - 上野喜左衛門の出資により長崎・茂木乗合自動車株式会社が設立される[47]。
    - 本坊豊吉ら7名が発起し、崎陽自動車商会と金子自動車商会を買収して創立。（資本金3万円）[48]

  - 8月15日 - タクシー部を設立することに伴い社名を長崎自動車株式会社（現在名）に改称[48]。（資本金7万5,000円[49]）
    - 運行当初の路線は、鍛冶屋町から茂木町本郷までの8.1km[48]。
    - 車両は1929年式フォード幌型6人乗り乗用車6台を使用。従業員数は20名[50][49]。

  - 10月 - タクシー部を創設（タクシー20台）[49]。
- 1938年（昭和13年）1月26日 - 本社（鍛冶屋町）とタクシー部（大浦八坂町）を、元船町（大波止営業所、現在の大波止バス停前付近[51]）に移転[50][49]。
- 1941年（昭和16年）1月 - タクシー部を、新設の日の丸自動車株式会社に譲渡し、バス事業一本で新発足[50][49]。
  - 前年1940年（昭和15年）末頃、長崎市内にタクシー業者が乱立したため、経営が苦しくなり、戦時統合の行政指導に従ったもの[50]。
- 1944年（昭和19年） - 戦時体制でタイヤなどの資材確保が難しくなり、社員の徴用で輸送人員も確保できなくなったため、一部路線運休の申請が行われる[52][9]。
- 1945年（昭和20年）
  - 8月9日 - 長崎市に原爆が投下され、大きな被害を受ける[11][49]。
  - 10月 - 焼失車両の中から6両の代燃車を復旧整備して営業を再開[11][49]。
- 1947年（昭和22年）
  - 9月1日
    - 時津村（現・時津町）にて、エンジンが停止し、ブレーキも効かなくなった木炭バスが崖から転落しそうになったため、車掌であった鬼塚道夫が自らバスの下敷きとなり、運転手・乗客全員を救ったが、鬼塚は殉職した（21歳）。現在は「打坂の地蔵」として祀られている[53][54]。

  - 12月 - 代燃車18台体制となり、認可路線の運行状態が平常に近い状態まで回復する[10]。
- 1950年（昭和25年）
  - 1月16日 - 県営バスとの間で稲佐橋〜大橋間の相互乗り入れ協定を締結[10]。
  - 9月25日 - 松が枝から岩川町へ整備工場を移転する[55]。
- 1952年（昭和27年） - ガソリン車・ディーゼル車を購入して台数を確保したことや、国の石油統制撤廃に伴う燃料入手の自由化に伴い、代燃車が不要となり完全に廃止される[13][56]。
- 1955年（昭和30年）10月5日 - 茂里町整備工場（面積4,800m2）が完成し、岩川町から移転[55]。
- 1957年（昭和32年）
  - 4月20日 - 福田子供遊園地の開園式を挙行[55]。
  - 9月 - 日本で二例目となる自動ドア（引戸式自動扉）バスを20台導入[57]。
- 1959年（昭和34年）6月29日 - 九州で初めて完全冷房バスを導入[55]。
- 1961年（昭和36年）
  - 5月4日 - 福田遊園地前発大波止行き路線バスが飽の浦付近で大雨による転落事故。死者2名。負傷者41名[58]。
  - 10月1日 - 夜間観光バスの運行を開始[59]。
- 1962年（昭和37年）10月1日 - 茂里町の本社構内に茂里町営業所を新設[59]。野母半島方面行き路線が発着する長崎市初のバスターミナルとなる[60][61]。
- 1966年（昭和41年）10月22日 - 本社を茂里町から、新地町に新築したターミナルに移転し、大波止営業所を廃止[62][63]。
- 1968年（昭和43年） - バスのワンマン化が行われる[58]。
- 1971年（昭和46年）3月1日 長崎電気軌道のバス部門（電鉄バス）を譲受[64]。
- 1982年（昭和57年）
  - 7月 - 全国で最も早く、全車の冷房化を完了する[18]。
  - 7月23日 - 長崎市大水害発生。茂里町の整備工場が冠水し、全在籍車の約半数（305台）が被害を受ける[65]。死者なし、負傷者4名[66]。
- 1987年（昭和62年）10月1日 子会社として大崎自動車を新設し、大島出張所のバス事業を同社に譲渡。対象は大島町・崎戸町内（いずれも現・西海市）の各路線[67]。
- 1990年（平成2年） 自動読み取り式運賃箱を順次各営業所へ採用[20]。翌年1月末までに全車取り付け完了[21]。
- 1998年（平成10年）
  - 1月22日 - 長崎市福田本町にてバスジャック事件発生。乗客2名と運転手が人質となったが2時間後に犯人は確保され、人質も救出された[68]。
  - 初の女性運転士が登場[68]。
- 2002年（平成14年）
  - バスターミナル併設型の事業拠点となる桜の里営業所を新設する[29]。
  - 1月21日 - 神の島営業所で新しいタイプの運賃箱と共に長崎スマートカード導入・運用開始[25]。（その後3年かけて全営業所で導入・運用開始）
- 2003年（平成15年）10月1日 - 子会社さいかい交通を新設し、瀬戸営業所のバス事業を同社に譲渡。対象は大瀬戸町・西彼町・西海町内（いずれも現・西海市）の各路線[69][70]。
- 2004年（平成16年）
  - 7月2日 - 子会社として長崎バス観光を新設し、貸切バス事業を同社へ譲渡[70]。
  - 10月1日 - さいかい交通が大崎自動車を吸収合併[27]。
- 2005年（平成17年） - 社章がリニューアルされる[30]。
- 2006年（平成18年） - 女性運転士の制服をリニューアル[68]。また8月に営業所を再編、稲佐橋営業所・茂里町営業所を廃止して柳営業所・ダイヤランド営業所を新設[30]。
- 2007年（平成19年） - 原油価格の高騰に伴い、燃料節約を目的にデジタルタコグラフが導入される[71]。
- 2008年（平成20年）10月1日 - バスターミナル併設型大型商業施設「みらい長崎ココウォーク」を廃止した茂里町営業所の跡地に新設[31]。
- 2014年（平成26年）4月1日 - 東長崎営業所を開設し、東長崎地区に本格参入[72]。
- 2015年（平成27年）
  - 4月6日 - 時津営業所を時津町日並郷に移転し、時津北部ターミナルとする[73]。
  - 10月1日 - 長崎バスおよびさいかい交通で乗合バスの運賃改定が行われる[74][75]。
- 2016年（平成28年）
  - 1月1日 - 創立80周年を記念して運転者募集のテレビCMを開始。主演・監督は俳優の役所広司[76][77]。
  - 12月7日 - 日野・ブルーリボンのハイブリッド車両を初導入[78]。
- 2017年（平成29年）
  - 4月1日 - 運転者の制服をリニューアル。役所広司の出演したCMで先行使用された制服が、現場でも使用されるようになる[79]。
  - 11月13日 - 地域経済活性化支援機構の支援の下、島原鉄道を子会社化して経営再建を実施することを発表[80]。
- 2018年（平成30年）
  - 11月30日 - この日を以って長崎 - 名古屋間を結んでいた夜間高速バス「グラバー号」廃止と同時に、長崎 - 大阪・京都間を結んでいた「オランダ号」の運行からも撤退。これにより、長崎県の事業者が運行していた本州方面夜間高速バスは全て姿を消す[81][82]。
  - 12月1日 - 長崎バスおよびさいかい交通で乗合バスの実施運賃の改定が行われる[83][84]。
- 2019年（平成31年・令和元年）
  - 9月16日 - 前日をもって長崎スマートカードの新規発行を終了、当日よりエヌタスTカードを運用開始[35][85]。
  - 12月27日 - 長崎スマートカードの当社での積み増し・利用を終了[35][85]。
- 2020年（令和2年）
  - 2月16日 - SUGOCA、nimocaなどの全国相互利用サービスに対応した交通系ICカードが利用可能になる[86]。
  - 3月28日 - 住吉・道の尾経由長崎空港線の利用者数減少に伴い、この日をもって運行を終了[87]。
- 2021年（令和3年）4月6日 - ダイヤ改正を行い、平日朝夕の通勤時間帯に長崎北部地区（滑石・横尾・時津）~長崎市内中心部間を結ぶ快速シャトルバス『プレミアムライナー』の運行を開始。
- 2022年（令和4年）
  - 4月1日 - ダイヤ改正により長崎県交通局との共同経営体制となり、一部路線で一元化される[39]。
  - 9月30日 - 東長崎営業所を閉所。施設は待合室に転用される。
  - 10月1日 - ダイヤ改正により畔別当線以外の東長崎地区の路線を全廃。大部分の路線は長崎市コミュニティバス東部線に転換される[42]。また、長崎県営バスと共同運行する「まちなか周遊バス」の運行を開始[88]。
- 2023年（令和5年）
  - 5月15日 - ダイヤ改正を行い、平日朝夕の通勤時間帯に長崎北部地区（滑石・横尾・時津）~長崎市内中心部間を結んでいた快速シャトルバス『プレミアムライナー』を廃止し、ながさき観光ルートバス(ハートストーン号)は、毎日の運行を土日祝日のみの運行に変更した。また各路線の最終便の繰り上げと削減がされた[89]。
  - 8月5日 - 長崎市と連携して長崎市恐竜博物館直行バスの試験運行を実施[90]。
- 2024年（令和6年）
  - 3月26日 - ジョルダン株式会社によるシステムを導入してバスロケーションシステムの運用を開始[91]
  - 4月1日 - 春のダイヤ改正を行い、岬木場線や式見桜の里線、無線中継所線、七工区線、ミニバス路線など16路線を廃止し、その他の路線でも最終便の繰り上げや減便が行われた[43]。また、長崎市域乗合バス事業共同経営計画＜令和６年４月改訂版＞に基づき、県営バスと競合していた一部路線が一元化された。[44]さらに、バス停名称の変更や行先表示の変更、経由番号の変更が行われた。[45]
  - 10月1日 - 秋のダイヤ改正を行い、西海市地域公共交通の再編にかかる実施方針に基づき、亀浦線・宮浦線・下岳線の3路線が廃止された。また、長崎スタジアムシティ開業に先立ち、銭座町と幸町の停留所名が変更された。[46]
- 2025年
  - 4月16日 - ダイヤ改正で全体的な運行本数の削減が行われる[92][93]。

## 事業拠点

### 主要な事業所
グループ全体
- 本社
  - 長崎市新地町3番17号
- 整備工場
  - 長崎市小瀬戸町809番14号

長崎バス（長崎・長与・時津周辺の路線バス事業）
- 桜の里営業所
  - 長崎市さくらの里3丁目382番3号
- 松ヶ枝営業所
  - 長崎市松が枝町6番6号
- 大橋営業所
  - 長崎市油木町2番9号
- 神の島営業所
  - 長崎市神ノ島町1丁目331番65号
- 時津営業所
  - 西彼杵郡時津町日並郷字岩山1085番地110
- 柳営業所
  - 長崎市小ヶ倉町3丁目76番48号
- ダイヤランド営業所
  - 長崎市ダイヤランド4丁目10番276号

さいかい交通（西海市の路線バス事業）
- 本社・営業所
  - 西海市大瀬戸町瀬戸板浦郷920番10号

長崎バス観光（観光バス事業）
- 本社・営業所
  - 長崎市滑石4丁目6番33号

廃止された営業所
- 大島営業所
  - 長崎県西海市大島町字馬込1616
  - 1969年（昭和44年）5月26日瀬戸営業所の出張所となった[94]後、1987年（昭和63年）8月18日に大崎自動車として分社化[95]。その後2004年（平成16年）10月1日にさいかい交通が吸収合併して消滅[96]。
- 常盤町営業所
  - 長崎市大浦町1番32号
  - 2002年（平成14年）4月29日に松ヶ枝営業所へ移管する形で廃止[97]。
- 田上営業所
  - 長崎市田上1丁目2番49号
  - 2001年（平成13年）7月16日に茂里町営業所の出張所となった後、2003年（平成15年）4月7日に稲佐橋営業所へ統合して完全に廃止[98]。
- 瀬戸営業所
  - 西海市大瀬戸町瀬戸板浦郷920番10号
  - 2003年（平成15年）10月1日付でさいかい交通株式会社として分社化[99]。
- 茂里町営業所
  - 長崎市茂里町1番59号
  - 2006年（平成18年）9月1日廃止。跡地はみらい長崎ココウォーク[100]。
- 稲佐橋営業所
  - 長崎市光町1番5号
  - 2006年（平成18年）9月1日廃止[30]。
- 東長崎営業所
  - 長崎市平間町373番2号
  - 2022年（令和4年）10月1日廃止。路線の再編に伴い東長崎地区から撤退のため閉所。施設はバス待合所に転用[42]。
  - 2023年（令和5年）5月1日以降は、これまで長崎市田中町にあった長崎県交通局矢上営業所を当施設に移転の上、同局「東長崎営業所」に名称変更し、供用開始[101]。
- 貸切大村営業所
  - 大村市森園町1648番1
  - 諫早市と大村市が貸切営業区域に加わったため1982年（昭和57年）に開設された[102]。既に廃止されており、跡地は空港線の車庫となっている。

## 一般路線バス
長崎市内を中心に長崎半島・西彼杵半島一帯を主な営業エリアとして事業を展開しているほか、長崎市内から長崎空港への空港連絡バスも運行している（長崎県営バスと共同運行）。
消費税増税に当たり1キロ当たり27円50銭の運賃で運行されている。

### 運行している市町村
高速バスのみ運行の市町村を除く。
- 長崎市
- 西彼杵郡 長与町・時津町
- 西海市 西彼町
  - 長崎バスとしての路線は北西部が樫山まで、北東部が大串まで。残りの西彼杵半島一円はさいかい交通が単独運行を行なっている。
  - かつては西海橋を経由して佐世保市方面にも乗り入れていた[105]。

### 主な路線
長崎市は市内を山に囲まれており、平坦地が少ないため、市内中心部に向かう道路が限られている。このため長崎バスの路線も市中心部に集中しており、北部方面は宝町、南部方面は中央橋から分岐するようになっている。長崎駅から中央橋の間は経路が二分され、中央橋方面へ向かう全ての路線が大波止経由か市役所上経由のどちらかで運行される。大波止経由は船着場や商業施設ゆめタウン夢彩都のある大波止（波止場周辺地域を差す名称であるが、住居表示上の正式な町名ではない）を通り、市役所上経由は長崎市役所を初めとしたオフィスビルの建ち並ぶ地区を通る。
山坂やカーブ、道幅が狭い道路などが多く存在する長崎市内であるが、長崎バスでは全路線とも基本大型バスでの運行となっている。例外として、一部に大型バスでは運行できないほど道路が狭い場所を運行する路線のみ、中型バスや小型バスで運行される体制を取っている。
1973年（昭和48年）から、主な経由地別で経由番号を設定しており、行先別に路線をグループ化してまとめている（経由番号の経路に該当しない路線には番号が付与されない）。方向幕による行先表示では、大波止経由を青や黒、市役所前経由を赤の経由番号で示すルールが定められていた。
なお、経由番号については2000年代時点で見直しを行うという方針はあったが、長崎市中心部の再開発事業（新幹線、県庁舎や市庁舎の移転など）が計画されており、大波止・市役所の運行ルートの見直しなどが予想されるという理由から即座の変更には至らなかった。
経由番号の見直しは2024年（令和6年）4月になって実施となり、主要観光地を通るかどうかを基準に番号が振り分けられた。その後2025年（令和7年）1月、4月にも一部で再変更が行われている。公式の路線図には、経由番号の他にアルファベットの枝番が設けられているが、実際のバスには適用されない。
| 北部・西部方面 | 北部・西部方面           | 北部・西部方面           | 北部・西部方面                                                  |
| 系統           | 方面                     | 経由地                   | 主な目的地                                                      |
| -------------- | ------------------------ | ------------------------ | --------------------------------------------------------------- |
| 1              | 平和公園                 | 住吉・道の尾・榎の鼻     | 満永・堂崎・琴の尾登口                                          |
| 1              | 平和公園                 | 住吉・道の尾・時津       | 溝川・時津北部ターミナル・琴海・大串方面                        |
| 1              | 平和公園                 | 住吉・道の尾・大神宮前   | 滑石・桜の里・三重・外海方面                                    |
| 2              | 平和公園                 | 住吉・昭和町・三川橋     | 三川町・西山台団地・恵の丘                                      |
| 2              | 平和公園                 | 住吉・昭和町・女の都入口 | 女の都団地・長与ニュータウン・緑ヶ丘団地                        |
| 3              | ロープウェイ前           | 城栄町                   | 下大橋・小江原ニュータウン・長崎市運動公園前・相川              |
| 3              | ロープウェイ前           | 春木町                   | 小江原ニュータウン・長崎市運動公園前・相川                      |
| 4              | ロープウェイ前           | 西城山                   | 下大橋                                                          |
| 5              | 稲佐山                   |                          | 稲佐山公園                                                      |
| 6              | めがね橋                 | 市役所上                 | 大浦方面→立神・神の島方面                                       |
| 7              | 出島                     | 大波止                   | 南部方面→出島・大波止経由ココウォーク茂里町                     |
| 8              | 浦上天主堂               | 医学部前                 | 下大橋                                                          |
| 9              | 飽の浦                   | 大曲                     | 福田車庫前・柿泊・福田経由相川                                  |
| 9              | 飽の浦                   | 飽の浦トンネル           | 福田車庫前                                                      |
| 9              | 飽の浦                   | 立神                     | 愛宕方面・ダイヤランド→立神・みなと坂（風の広場前）・神の島方面 |
| 100            | 板の浦                   | 滑石・桜の里             | 大瀬戸・板の浦・（板の浦行き連絡便）桜の里ターミナル            |
| 南部・東部方面 |                          |                          |                                                                 |
| 系統           | 方面                     | 経由地                   | 主な目的地                                                      |
| 10             | 新地中華街               | 市役所上・万才町         | 北部・西部方面→新地中華街・メディカルセンター                   |
| 16             | 新地中華街               | 市役所上・めがね橋       | 北部・西部方面→新地中華街・メディカルセンター                   |
| 17             | 新地中華街               | 大波止・出島             | 北部・西部方面→新地中華街・メディカルセンター                   |
| 20             | 中央橋                   | 高野屋前                 | 北部方面→中央橋                                                 |
| 26             | 中央橋                   | 市役所上・めがね橋       | 北部方面→中央橋                                                 |
| 27             | 中央橋                   | 大波止・出島             | 北部方面→中央橋                                                 |
| 30             | 小ヶ倉                   | 戸町 / 二本松口          | 長崎半島方面                                                    |
| 35             | 栄上（三和地域センター） | 戸町 / 二本松口          | 川原・晴海台団地・樺島                                          |
| 40             | ダイヤランド             | 上戸町                   | ダイヤランド車庫・柳営業所入口                                  |
| 50             | 早坂・飯香の浦           | 愛宕町・白木             | 早坂・飯香の浦                                                  |
| 55             | 風頭山                   | 愛宕町・白木             | 風頭山                                                          |
| 60             | 大浦天主堂下             | めがね橋・大平橋         | 国立長崎病院・八景町経由上戸町                                  |
| 70             | 矢の平                   | 新大工町                 | 矢の平経由田上・風頭山                                          |
| 80             | 田上                     | 愛宕町・弥生ヶ丘         | 田上・三景台団地・唐八景                                        |
| 85             | 茂木                     | 愛宕町・弥生ヶ丘         | 茂木・茂木港・北浦・宮摺・千々                                  |

#### ミニバス担当路線
全長7メートル弱の車両を使って運行される路線で、ミニバスと呼ばれている。路線にはそれぞれ愛称が付けられている。
| 名称・愛称 | 区間 | 備考                                                         |
| ---------- | --- | ------------------------------------------------------------ |
| ゆりちゃん | 江平高部 -（平和町商店街）- 本原一丁目 - 昭和町 - 住吉 - 道の尾 - 百合野病院                                                                            |                                                              |
| うみかぜ   | ココウォーク茂里町 - 長崎駅西口 - 夢彩都 - 新地中華街 - 浪の平 - 国分町 - 上戸町 - 二本松団地                                                           |                                                              |
| ニッキー   | 錦三丁目 - 大橋 - 住吉 - 住吉台 |                                                              |
| みかんバス | 上横尾団地（秋寄）- 左底 -（ミスターマックス時津店）- 時津町役場 - 西時津 - 溝川 - 長与役場 - （イオンタウン長与）- 長与駅東口 - 長与ニュータウン       | 平日のみミスターマックス時津店、イオンタウン長与へ乗り入れ。 |
| みかんバス | 上横尾 - 左底 -（ミスターマックス時津店）- 時津町役場 - 西時津 - 溝川 - 長与役場 - （イオンタウン長与）- まなび野団地 - サニータウン - 長与ニュータウン | 平日のみイオンタウン長与、ミスターマックス時津店へ乗り入れ。 |

#### ながさき観光ルートバス
グラバー園行
- 長崎原爆資料館（玄関前）→平和公園→浦上駅前→ココウォーク茂里町→銭座町 長崎スタジアムシティ→宝町→長崎駅前（交通広場）→長崎駅前東口→長崎市役所→めがね橋→中央橋→新地中華街→オランダ坂入口→グラバー園（ANA クラウンプラザホテル前）

長崎原爆資料館行
- グラバー園→松ヶ枝国際ターミナル→オランダ坂入口→新地中華街→浜の町→出島→夢彩都（長崎港ターミナル※）→長崎県庁前→長崎駅西口（運転免許センター前）→長崎駅前（交通広場）→宝町→銭座町 長崎スタジアムシティ→ココウォーク茂里町→浦上駅前→平和公園→長崎原爆資料館

※始発便のみ停車、2便目以降は夢彩都に停車する。
長崎原爆資料館を起点に右回りで循環運行され、長崎市内の観光スポット（原爆資料館・平和公園、めがね橋、長崎新地中華街、オランダ坂、グラバー園・大浦天主堂、出島等）の観光地を結ぶ路線であり、専用の中型バスで運行されている。運賃は1乗車あたり160円～180円となっており、現金・ICカード・1日乗車券が利用できる。車内放送は日本語だけでなく、英語、韓国語、中国語でも流される。（土日祝日のみ　8時30分～19時までの30分間隔で運行）

#### まちなか周遊バス
- ココウォーク茂里町→幸町→長崎駅西口（運転免許センター前）→長崎駅前（交通広場）→長崎駅前東口→長崎市役所→めがね橋→中央橋→出島→夢彩都→長崎県庁前→長崎駅西口（MICE前）→幸町→ココウォーク茂里町

2022年（令和4年）10月1日より県営バスと共同で運行されている。ココウォーク茂里町を発地とし市内中心部（幸町、長崎駅、めがね橋、出島、夢彩都など）を1周してココウォーク茂里町に戻ってくる。運行は9時～16時まで20分間隔で行っており、車両は一般路線バスの車両が使用されている。運賃は全区間160円で運行されており、長崎県営バスでは交通系ICカード全国相互利用サービスのICカードが、長崎バスでは交通系ICカード全国相互利用サービスのICカードとエヌタスTカードがそれぞれ運賃精算として使用できる。

## 高速バス
都市間バス

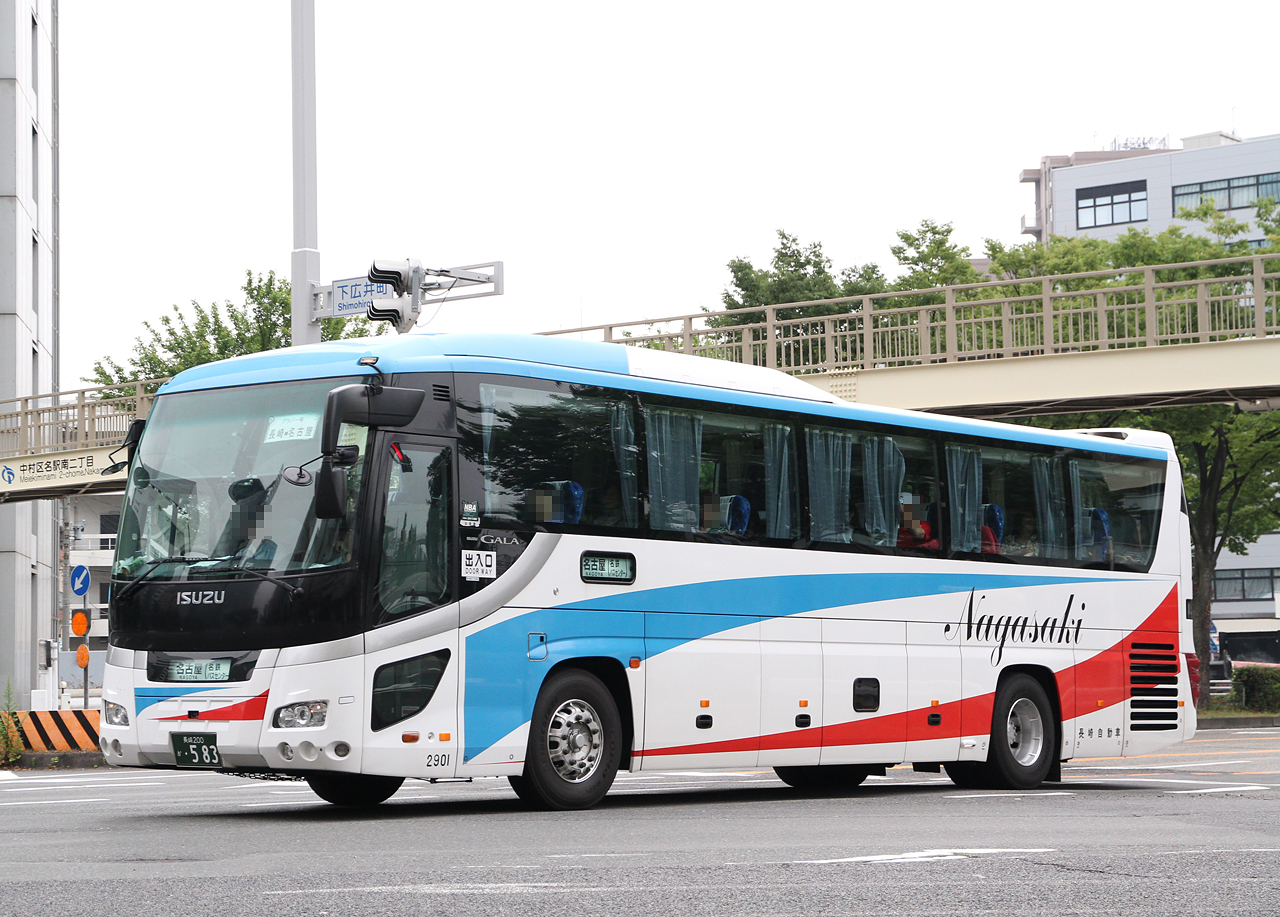
高速バスの車両

- 大分・別府行き「サンライト号」〈長崎県交通局・大分交通・大分バスと共同運行〉
  - 長崎駅前ターミナル - 昭和町 -（長崎バイパス・長崎自動車道）- 諫早インター - 大村木場 - 大村インター - 高速松原 -（大分自動車道）- 高速甘木 - 高速日田 - 玖珠インター - 湯布院インター -（東九州自動車道）- 鉄輪口 - 別府北浜 - 中央通り - 大分新川バスセンター
    - 長崎バス担当は朝の大分行と夕方の長崎行の1往復。なお、長崎バスは九州の高速バス予約システム「@バスで（ハイウェイバスドットコム　旧：楽バス）」に参加していないため、サンライト号の窓口業務を行っていない（「@バスで」での予約自体は可能）。長崎側の発券業務は長崎県交通局が担当。
    - 長崎～大分間の所要時間は4時間17分。

空港リムジンバス
- 長崎市内 - 長崎空港線「エアポートライナー」
  - ココウォーク茂里町 - 長崎駅前ターミナル - 大波止 - 中央橋 - 新地中華街 - （ながさき出島道路経由） - 長崎空港 〈長崎県交通局と共同運行〉
    - ココウォーク茂里町から新地中華街までは各停（空港行きは江戸町は通過）。空港行きは乗車のみ、長崎行きは降車のみ可能。
    - 新地中華街から空港までは無停車で、この区間の所要時間は35分。
    - 経由する長崎自動車道・ながさき出島道路の通行規制時は、新大村駅発着に短縮運行とした上で西九州新幹線に振り替える場合がある。

廃止路線
- 高速バス「ウィンドミル号」 - 福岡市と長崎オランダ村を結んでいた路線（西鉄バスと共同運行[19]）
  - 1日2往復（1往復は冬期運休）、所要時間:2時間7分
- 特急バス シルクロード - 国道206号・西海橋経由 佐世保線（ドレクメーラー・メテオール（2階建車両）で運行された[114]）
- 特急バス シルクロードII - 国道206号・西海橋経由 ハウステンボス行き（西肥自動車と共同運行、日野・グランビューの2階建て車両を導入して運行された[115][116]）
- 夜行高速「エトランゼ号」 - 長崎～姫路・神戸間を結んでいた路線。利用者減少のため、2011年（平成23年）6月1日より運行休止[20]（神姫バスと共同運行）
- 夜行高速「グラバー号」 - 長崎～名古屋間を結んでいた路線。利用者減少により2018年（平成30年）11月30日を以って路線廃止（名鉄バスと共同運行）[81]
- 住吉・道の尾経由長崎空港線 - 2012年（平成24年）11月1日[117]に運行を開始したが、利用者数減少に伴い、2020年3月28日を最後に運行を終了した[87]。

撤退した路線
- 夜行高速「オランダ号」 - 長崎～大阪・京都間を結ぶ路線。2018年（平成30年）11月30日を以って運行撤退し、共同運行相手だった近鉄バスの単独運行に移行。予約発券等の運行支援は長崎バスも引き続き行う[81]。

## 貸切バス
子会社の長崎バス観光が運営を行なっている。車両は主に50人強が乗れるハイデッカーと25人乗り小型バスが使い分けられる。また、特定輸送用として長崎バス本体から移管した一般路線バスの車両も一部保有している（ただし、方向幕は「長崎バス観光」の表示板が貼られ固定化、ナンバープレートも本体運用離脱後に一度廃車され、移管時に再登録）。
独立した企業組織としては1953年（昭和28年）3月1日に発足した。旅行斡旋事業者として有限会社長崎旅行社の名前で設立され、1957年（昭和32年）に長崎バス観光株式会社となった。当初は運行担当が貸切営業所として長崎自動車本体に残され、企画と受注を長崎バス観光が行う体制であった。その後1999年（平成11年）に貸切営業所を長崎観光自動車株式会社という名称で子会社化、更に2004年（平成16年）には運行会社の長崎観光自動車が企画会社の長崎バス観光を吸収合併するという形で組織の統合が行われ、長崎バス観光の社号で長崎バスグループにおける観光事業の企画と運行を一括で行うようになった。

### 定期観光バス
観光バス事業は創業間もない昭和12年に一度、遊覧バス事業の申請が行われたが、公共性が低いとして翌年2月に却下された。これは当時、戦時中で石油節約が求められており、遊覧バス事業が全国的に規制されていたことが背景にある。その後、長崎の観光需要が高まったのを契機に再度事業が計画され、1950年（昭和25年）に貸切旅客運送事業の免許を取得し、 1953年（昭和28年）に運行を開始した。1955年（昭和30年）頃には通りかかった観光名所にちなんだ曲を流すミュージックバスを運行していた。また、観光客出迎えの際に女子吹奏楽団が活躍した時期もあったが、競争過熱となったため九州地区バス事業者間で申し合わせが行われ、1965年（昭和40年）に廃止された。

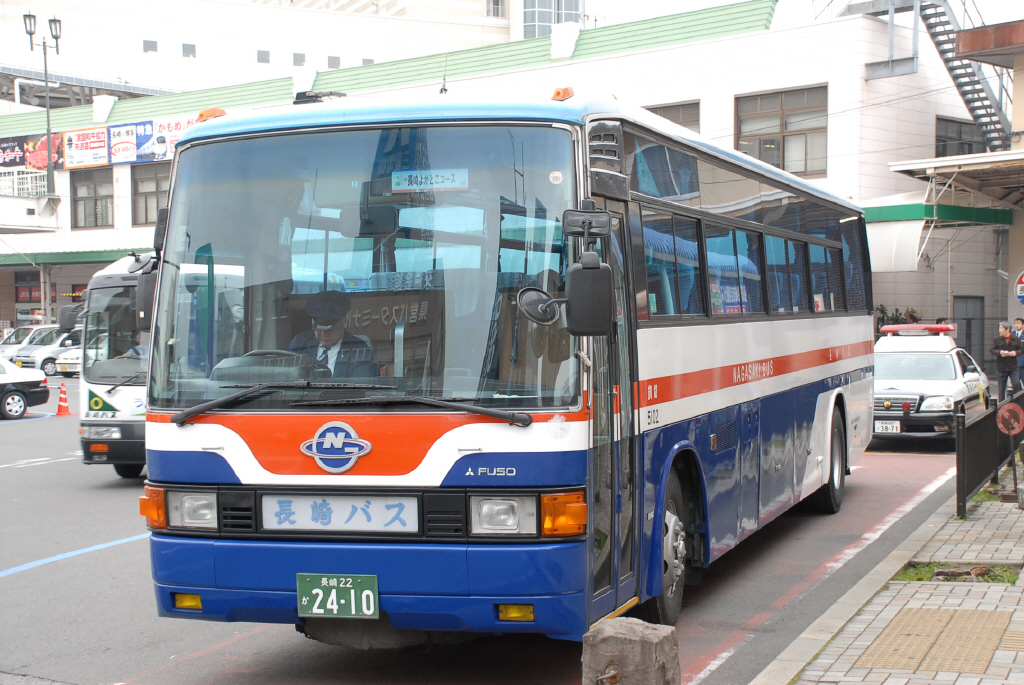
過去の車両

現在は長崎市内を巡るコースと、期間限定ながら外海方面の教会などを巡るコースの2種類がある。
かつては、長崎市内から雲仙・島原を観光しながら熊本フェリーにバスごと乗船して熊本県熊本市とを結ぶ「雲仙・長崎オーシャン観光バス」を九州産交観光と共同運行においておこなっていた（2017年11月末日を以って運行終了）。

### バスツアー
長崎市内や雲仙温泉へのツアーを中心に、九州各地へのバスツアーを運営している。また、長崎バスやさいかい交通の一般路線バスに便乗して移動し、長崎市周辺の観光地への日帰り旅行を行うツアーも企画されている。

## その他の事業
コミュニティバス
長崎市コミュニティバスの式見線、伊王島線、三和線、香焼三和線、野母崎線の運行を行なっている。
自動車整備
1992年（平成4年）10月より自動車の車検サービスを請け負っている。当初は普通乗用車と軽自動車のみを受注の対象としていたが、現在は大型車や特殊車の整備も行っている。モーターサービス部の管理下にあり、業務は神の島営業所近くの整備工場で行われる。

## 主なターミナル
新地中華街（新地ターミナル：本社社屋内）
北部・西部方面の主要路線がここから発着する。5面のホームを持つターミナルで、近鉄バスが運行している大阪・京都行きの夜行バスもこのターミナル内に停車する。建屋内にはエヌタスTカード・定期券の発売窓口、エヌタスTカードの自動積み増し機と定期券更新機があるほか、イオン長崎店やキャンドゥなどがテナントとして入店している。電子時刻表も設置されている。かつては「本社前」「長崎新地ターミナル」という行先表示となっていた。

ココウォーク茂里町（ココウォークバスセンター：みらい長崎ココウォーク内）
南部・東部方面の主要路線はここから発着。敷地内に専用ホーム（乗車用4面・降車用2面）が設けてある他、バスの待機所・駐在としても機能する。新地中華街と同様にエヌタスTカード・定期券の発売窓口、エヌタスTカードの自動積み増し機と定期券更新機や売店もある。また、電子時刻表も設置されている。ココウォークの敷地にはかつて茂里町営業所があり、長崎市内初のバスターミナルであった。近鉄バスが運行している大阪・京都行きの夜行バスや長崎空港（ながさき出島道路経由、県営バスと共同）も同ターミナルから発着している。

桜の里ターミナル（桜の里営業所）
長崎市北西の交通の要衝。中心部へ行く路線の滑石・式見・時津の経由便や北西部大瀬戸方面の路線を利用することができる。
また新地中華街～大瀬戸線は朝夕のさいかい交通担当の直通便を除いて全てここで乗り換えとなっている。
1階は営業所の窓口や統合型IC自販機（エヌタスTカードチャージ＆定期券継続）・待合室・自販機コーナー・トイレが設けられ、接続待ち・始発待ちの際は乗客がここで休憩できるようになっている。1階の営業所の建屋以外の場所、および2階から上は立体駐車場によるバスの車庫となっている。

時津北部ターミナル（時津営業所）
時津町の北部に作られたターミナルで日中の新地中華街～時津〜大串線・桜の里TM線はここで乗り換えるようになっている。建物内には窓口と統合型IC自販機（エヌタスTカードチャージ＆定期券継続）・待合室・自販機コーナー・トイレが設けられ、接続待ち・始発待ちの乗客が休憩できるようになっている。2019年4月のダイヤ改正より、新地中華街や中央橋発着便は全て時津北部ターミナル経由に変更された。ターミナルの屋外はバスなどを駐車するための平面車庫となっている。ここを経由する便は行先欄に北部TMと表示される。

## 車両

### カラーリング
| 上野がデザインした旧塗色（左）と84年以降採用の新塗色（右） |  | 上野がデザインした旧塗色（左）と84年以降採用の新塗色（右） |
| 上野がデザインした旧塗色（左）と84年以降採用の新塗色（右） |  |                                                            |

ツーステップバス塗装は「銀バス」とも呼ばれる。戦前は深緑に赤帯、戦後初期は深緑に薄緑帯のデザインであったが、戦後復興期に明るいイメージというコンセプトで、創業者の上野喜左衛門により、銀色地に朱色と紺色のラインを引くデザインが考案された。この新デザインは全車両に適用され、新車は全て銀バスで導入、既存車は車検の際に塗り直しが行われた。この頃から車両側面には「長崎バス」と「NAGASAKI BUS」の文字が書かれている。
1984年導入のいすゞ・キュービック以降、新車の塗り分けが変更され、それまで紺色だった車体下部の色が青、朱色だった帯がディープピンクに近い赤となり、全体に直線的なカラーリングで明るめのデザインとなった（写真参照）。前面・側面方向幕も大型化し、色もこの代より青地に白文字となった。
| 新急行色の一般路線バス |  | ノンステップバス |
| 新急行色の一般路線バス |  | ノンステップバス |

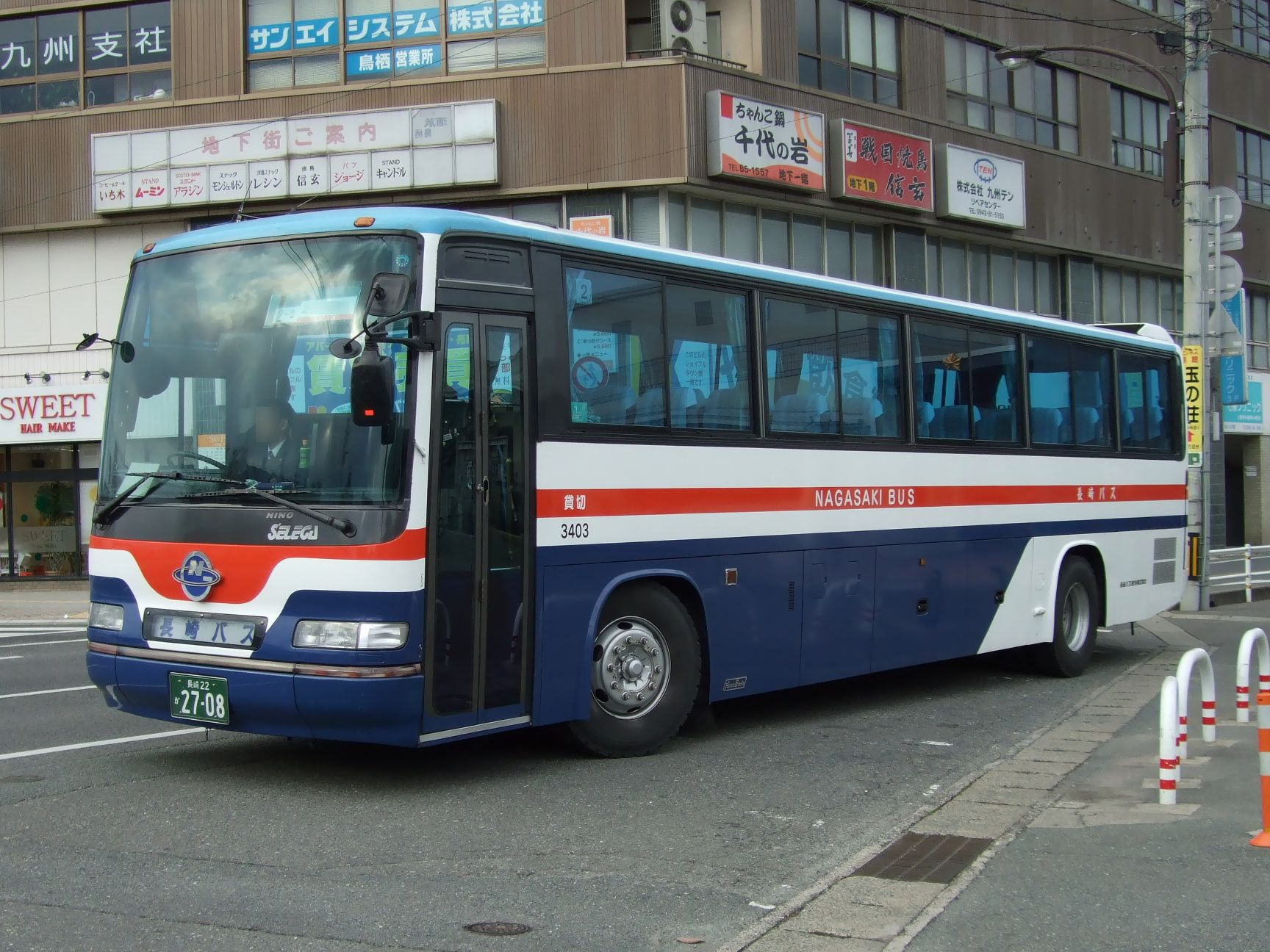
貸切バス

現在、ワンステップバスおよびノンステップバスで採用されているカラーリングは、白地に朱と紺のラインを引いたトリコロール塗装に、車体側面にNの頭文字をあしらったもので、1999年に導入されたワンステップバスから採用された。2001年以降は交通バリアフリー法により、新車導入がワンステップバスおよびノンステップバスのみに限定されたため、事実上の標準色となっている。
なお、かつては急行用車両として、銀バスとは別のデザインの車両が導入されたこともある。白を基調とした赤帯と青帯のトリコロールで、1980年代に導入された旧デザイン（車両中央で帯が√を描くように曲がっている）と、2000年に佐世保急行線用として導入された現存車両（写真参照）の新デザインがある。しかし急行路線はその後全て廃止され、それにより急行用車両は一般路線に格下げされている。
観光バスや高速バスなどの車両も、原則としてトリコロールを採用している。貸切バスは1979年導入車から一般路線バスカラー（当時）のマイナーチェンジ版を採用し、現在まで使用されている。
高速バスでは、現行と異なるデザインの車両や、貸切兼用車を使用した時期もあるが、1989年導入車より現行デザインが採用されている。空港連絡バスのみ当初は紺色をベースカラーとしたデザインを採用していたが、2011年導入車より白をベースとしたデザインとなり、既存車も新デザインに変更された。
ミニバスで使用する小型車は、運行開始当初は路線ごとに異なるデザインを採用していたが、みらい長崎ココウォークがオープンした2008年の8月以降、みかんバス（長与・時津方面）と東長崎のミニバス路線を除くほとんどの路線で、デザインをココウォークカラーに統一している。

### 車両番号
長崎バスグループの車両は、陸運登録の番号（ナンバープレート）に依存しない個別番号で車両を管理する目的から、1963年より4桁の車両番号が付与されている。その意味は以下のとおりである。これらの番号は、新製登録時より長崎バス本体はもとより、系列のさいかい交通・島原鉄道に移籍後でも引き続き用いられ、長崎バス本体において一度廃車され子会社の長崎バス観光に移管しナンバープレートが変更となった車両も車両番号は元のままであり、一度付与された番号は最後まで変更される事はない。
- 1桁目…シャーシメーカー（1・2：いすゞ、3・4：日野、5・6：三菱）[135]
- 2桁目…導入年（西暦下1桁）[135]
- 3・4桁目…導入順による通し番号[135]
  - 小型車は1桁目9、2桁目メーカー、3桁目導入年、4桁目通し番号という形になる。

例として、2006年の1番目に導入されたいすゞ製車両は「2601」となる。番号は20年で一巡するため、1966年・1986年・2006年…の1番目に導入されたいすゞ車も「2601」となる。新車導入時に20年以上在籍する車両がある場合は、重複する番号を避けて付番が行われる。
また、デザインナンバープレートを使用する路線バスの車両は希望ナンバー制度を使用して、車両番号と同じ番号で陸運登録を行なっている。

### 車両の仕様

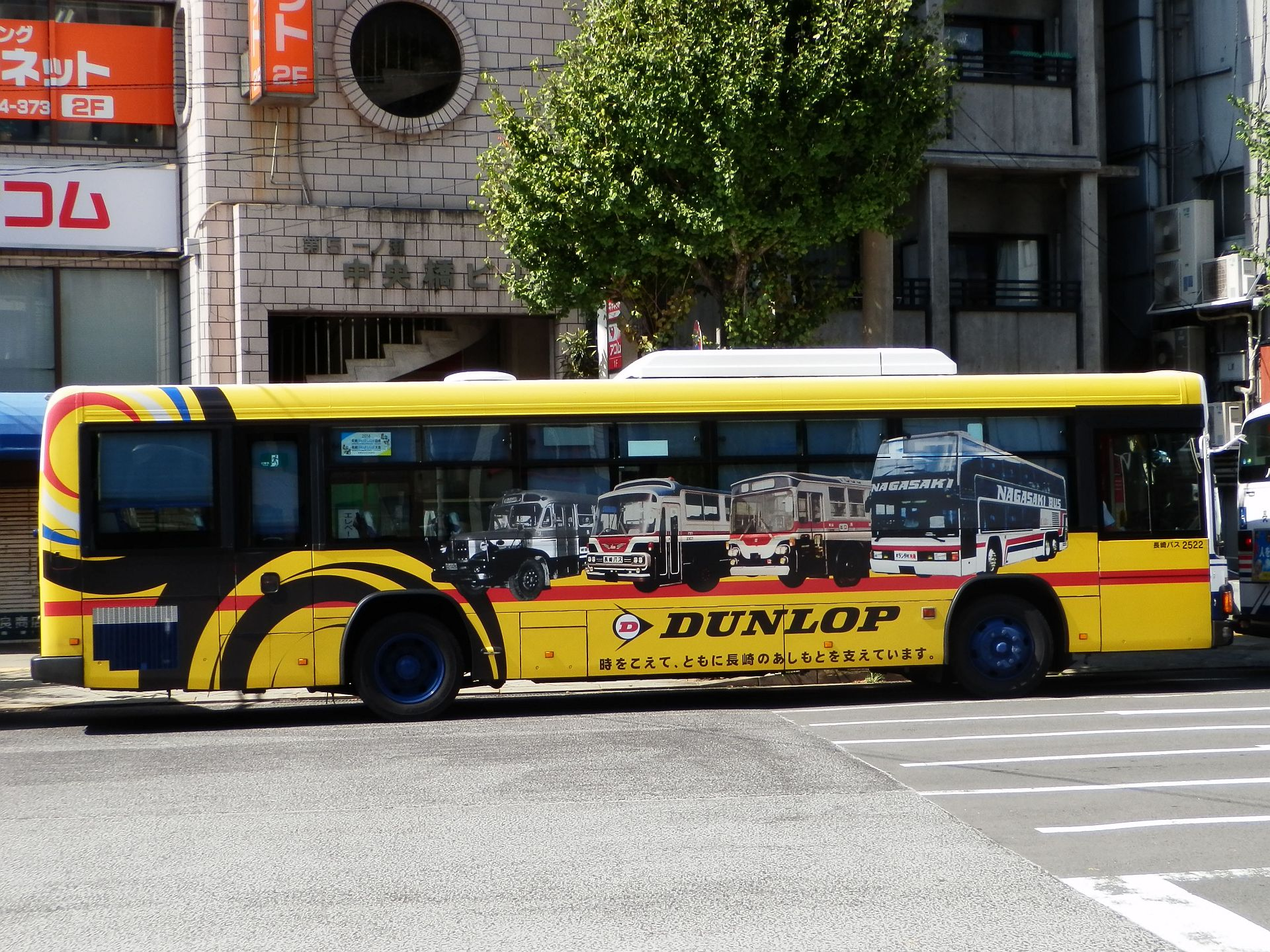
歴代車両を載せたラッピング広告

長崎バスの車両は、草創期を除いていすゞ・日野・三菱ふそうの3メーカーから調達されている。数少ない例外として、1984年（昭和59年）に旧西ドイツのコーチビルダードレクメーラー（現・ボルボ・トラックス）が製造したダブルデッカー「メテオール」を佐世保線用に導入した例がある。
基本的に大型バスで運行を行い、山間部などの大型バスが通れない住宅地は全長7メートル級の小型バスで運行を行なっている。
バリアフリーと低床化への取り組みとして、1999年からワンステップバスが導入開始され、2001年からはスロープ板を装備した車椅子対応ワンステップバスを導入し、これと同時に行先表示器もLED式が標準装備となった。2005年12月には国土交通省標準仕様のノンステップバスが試験導入され、翌2006年12月より全営業所で運行開始された。
一般路線バス車両の外見的特徴として、大型車両では1990年から方向幕が中央で2分割された車両を導入した点が挙げられる。左側に終点、右側に経由地を列挙する。終点が同じで経由地が異なる系統では経由地の方向幕を、経由地が同じで終点が異なる系統では終点の方向幕を差し替えるだけで表示できる。現在の行先表示器は基本的にLED式であり、2001年から導入が進められた。
また特殊装備として、左側路肩に向けたコーナリングランプが標準装備されており、必要に応じて点灯させている。
一般路線バスの冷房化は早期に実施されており、冷房は1973年導入分から標準装備され、1982年7月から全車が冷房車となっており、一般路線バス事業者では全車冷房化達成第1号である。
扉配置は、ワンステップバス導入以前は前後扉を基本としており、九州の事業者で採用例の多い中扉4枚折戸はワンステップバス導入まで採用されなかった。高速・貸切車両は1998年導入分よりスイングドアが採用された。
かつては塗装を使って車両に広告を施していたが、2005年よりラッピングバスを採用。車体に収まらない写真は車窓にまで広げて貼ってある。

## グループ・関連会社
連結子会社
- 長崎バス観光
- 長崎バスホテルズ[142]
  - ナバ開発 - ホテル日航ハウステンボスを運営[143]
  - 青雲荘 - 温泉旅館「雲仙温泉 青雲荘」を運営[144]
- 長崎バス商事 - 保険代理店
- 長崎バス建物総合管理 - ビルメンテナンス・清掃業
- 長崎バス情報サービス - システム管理
- みらい長崎 - みらい長崎ココウォークを運営[145]
- エヌタス - エヌタスTカードを運営[146]
- イーズワークス - 広告代理店・出版業
- COCOアドバンス - TSUTAYA、飲食店チェーンなどのフランチャイズ経営[147]
- さいかい交通
- 島原鉄道
  - 島鉄観光

持分法適用関連会社
- 五島自動車

この他、長崎国際テレビにも出資しているが、出資比率が低いため関連会社にはならない。また、南国殖産（鹿児島県）と長崎自動車で株式を相互に持ち合っている。